# Prasinochrysa quadriplaga
Prasinochrysa quadriplaga är en fjärilsart som beskrevs av Felder 1875. Prasinochrysa quadriplaga ingår i släktet Prasinochrysa och familjen mätare. Inga underarter finns listade i Catalogue of Life.